# Eupelmus renani
Eupelmus renani är en stekelart som beskrevs av Girault 1915. Eupelmus renani ingår i släktet Eupelmus och familjen hoppglanssteklar. Inga underarter finns listade i Catalogue of Life.